# Rita Kirst
Rita Kirst (Großgrimma, 21 oktober 1950) is een atleet uit Duitsland.
Kirst nam driemaal deel aan de Olympische Zomerspelen, in Mexico in 1968,
in Munchen in 1972 en voor
Oost-Duitsland op de Olympische Zomerspelen van Montreal in 1976.
De eerste tweemaal eindigde ze als vijfde. In 1976 kwam ze niet voorbij de kwalificatieronde.

## Persoonlijk record
| Onderdeel    | Resultaat | Jaar |
| ------------ | --------- | ---- |
| Hoogspringen | 1,90 m    | 1976 |

| Onderdeel    | Resultaat | Jaar |
| ------------ | --------- | ---- |
| Hoogspringen | 1,92      | 1974 |

- World Athletics: 14352289